# Mura di Civitella Marittima
Le mura di Civitella Marittima costituiscono il sistema difensivo dell'omonima frazione del comune di Civitella Paganico.

## Storia
La cerchia muraria difensiva fu costruita dagli Ardengheschi agli inizi del XII secolo a protezione di Civitella, che rappresentava all'epoca il centro principale della zona da essi controllata. Uno dei tratti della cerchia medievale fu costruito sopra le preesistenti mura ciclopiche etrusche, che proteggevano uno dei tanti insediamenti sparsi nella zona.
Verso la metà del Trecento il borgo entrò a far parte della Repubblica di Siena, senza tuttavia che fosse rafforzato il preesistente sistema difensivo, in quanto il centro si veniva a ritrovare ai margini delle vie di comunicazione che da Siena scendevano verso la Maremma: l'importanza strategica fu assunta proprio in quel periodo dalla vicina località di Paganico, situata a valle lungo il corso dell'Ombrone.
La posizione di Civitella sulla vetta di una collina fece sì che neppure il passaggio del centro nel Granducato di Toscana (1555) determinò la necessità di una riqualificazione delle mura perimetrali, che con il tempo si ritrovarono private delle originarie funzioni.

## Descrizione
Le mura di Civitella Marittima si sviluppano articolandosi lungo un perimetro di forma grossolanamente ellittica, racchiudendo interamente il centro storico di origini medievali.
Il tratto nord-occidentale delle mura medievali è sovrapposto a blocchi di pietra di dimensioni più grandi ed irregolari, che costituiscono i resti delle antiche mura ciclopiche di epoca etrusca: il suddetto tratto è ben osservabile dall'esterno della cerchia che racchiude il borgo.
La cortina muraria, originariamente a sviluppo autonomo, si è venuta a trovare nel corso dei secoli addossata alle pareti esterne di edifici abitativi del centro e, in alcuni tratti, è stata completamente incorporata all'interno di fabbricati, pur potendo individuare ovunque il circuito perimetrale.
Originariamente rivestita in pietra, la cinta muraria ha conservato in vari tratti tali caratteristiche medievali, maggiormente evidenziabili nei pochi tratti rimasti inalterati. Lungo le mura perimetrali si è conservata parzialmente soltanto una delle originarie porte di accesso al borgo, denominata Porta Piccina.